# Tymfi
Tymfi (in greco Τύμφη?) è un ex comune della Grecia nella periferia dell'Epiro (unità periferica di Giannina) con 1 493 abitanti secondo i dati del censimento 2001.
È stato soppresso a seguito della riforma amministrativa, detta Programma Callicrate, in vigore dal gennaio 2011 ed è ora compreso nel comune di Zagori.

## Località
Il comune è suddiviso nelle seguenti comunità:
- Tsepelovo
- Vradeto
- Vrysochori
- Iliochori
- Kapesovo
- Kipoi
- Koukouli
- Laista
- Leptokarya
- Negades
- Skamneli
- Fragkades